# جامع الوارث (الأنبار)
جامع الوارث من مساجد العراق الحديثة، ويقع في منطقة الصوفية قرب مركز الشرطة في قضاء الرمادي في محافظة الأنبار، وبني في عام 1425 هـ/2004م، على نفقة المتبرع (فلاح مهدي صالح)، وتبلغ مساحتهُ 1016م2، ويحتوي الحرم على مصلى يتسع لأكثر من 700 مصل، وكانت تقام فيه صلاة الجمعة وصلاة العيدين والصلوات الخمس، ومن ملحقات الجامع قاعة وغرفتان مخصصة للإمام والخطيب.
ولقد تحطم مبنى الجامع نتيجة تفجيرهُ بواسطة سيارة مفخخة وضعت بالقرب من واجهته مما أدى لتحطيمه بالكامل. ثم اعيد بناؤه ويعتبر حاليا أحد معالم المدينة.